# Hugo Fregonese
Hugo Fregonese, né le 8 avril 1908 à Mendoza et mort le 11 janvier 1987 à Buenos Aires, est un réalisateur et scénariste argentin, principalement à Hollywood et en Argentine. 

## Biographie
Ancien journaliste sportif, il étudie à l'Université Columbia en 1935 puis est engagé comme conseiller technique sur des films ayant pour thème l'Amérique latine. En 1938, il retourne vivre en Argentine. Là il travaille comme éditeur, assistant de direction et réalisateur de courts métrages. Il fait ses débuts sur deux longs métrages argentins en 1942, comme assistant-réalisateur, avant de réaliser vingt-six films (dont quatre également comme scénariste) entre 1945 et 1975.
Bon nombre des films de la période américaine de Fregonese sont des westerns comme Quand les tambours s'arrêteront ou des policiers mélodramatiques comme Mardi, ça saignera, L'Étrange Mr. Slade. Il réalise aussi en Inde le film britannique Harry Black et le tigre (en). 
Il a deux enfants de sa première épouse Faith Domergue.

## Filmographie
- 1941 : El cura gaucho (assistant réalisateur de Lucas Demare)
- 1945 : Pampa barbare (Pampa bárbara), coréalisé avec Lucas Demare
- 1946 : Donde mueren las palabras
- 1949 : De hombre a hombre (es)
- 1949 : L'Affaire de Buenos Aires (es) (Apenas un delincuente)
- 1950 : Le Vagabond et les lutins (en) (Saddle Tramp)
- 1950 : L'Impasse maudite (One-Way Street)
- 1951 : Le Signe des renégats (Mark of the Renegade)
- 1951 : Quand les tambours s'arrêteront (Apache Drums)
- 1952 : Mes six forçats (My Six Convicts)
- 1952 : Passage interdit ou La révolte gronde (Untamed Frontier)
- 1953 : Le Souffle sauvage (Blowing Wild)
- 1953 : Pages galantes de Boccace (Decameron Nights)
- 1953 : L'Étrange Mr. Slade (Man in the Attic)
- 1954 : Mardi, ça saignera (Black Tuesday)
- 1954 : Le Raid (The Raid)
- 1955 : Le Voleur du Roi (The King's Thief), coréalisé avec Robert Z. Leonard
- 1956 : Les Forains (I girovaghi)
- 1957 : L'Épée gasconne (La spada imbattibile)
- 1957 : Les Sept Tonnerres (Seven Thunders)
- 1958 : Harry Black et le tigre (en) (Harry Black and the Tiger)
- 1961 : Marco Polo (L'avventura di un italiano in Cina)
- 1963 : Dernier Avion pour Baalbek (it) (F.B.I. operazione Baalbeck)
- 1964 : Les Cavaliers rouges (Old Shatterhand)
- 1964 : Docteur Mabuse et le rayon de la mort ou Mission spéciale au Deuxième Bureau (Die Todesstrahlen des Dr. Mabuse), coréalisé par Victor De Santis
- 1966 : La Pampa sauvage (es) (Pampa salvaje)
- 1968 : Ringo cherche une place pour mourir (Joe... cercati un posto per morire!), coréalisé avec Giuliano Carnimeo
- 1970 : Dracula contre Frankenstein (Los monstruos del terror)
- 1973 : La malavida (es)
- 1975 : Más allá del sol (es)